# Dīmītrios Moutas
Dīmītrios Moutas (in greco Δημήτριος Μούτας?; Stoccarda, 15 aprile 1968) è un allenatore di calcio ed ex calciatore greco, nato in Germania, di ruolo centrocampista o attaccante.

## Carriera

### Club
Centrocampista offensivo, ha giocato tra Germania e Grecia, terminando la carriera nella quarta serie del calcio greco.